# Yangjiang
Yangjiang (chiń. 阳江; pinyin Yángjiāng) – miasto o statusie prefektury miejskiej w południowych Chinach, w prowincji Guangdong. W 2010 roku liczba mieszkańców miasta wynosiła 445 158. Prefektura miejska w 1999 roku liczyła 2 478 672 mieszkańców.